# Kup Bosne i Hercegovine 2005-2006
La Kup Bosne i Hercegovine 2005-2006 è stata la sesta edizione della coppa nazionale della Bosnia Erzegovina, ed è stata vinta dall'Orašje, al suo primo titolo.

## Squadre partecipanti
|                       | Premijer Liga | Premijer Liga |
| --------------------- | --- | --- |
| 1º livello            | Budućnost Banovići Čelik Zenica Jedinstvo Bihać Leotar Modriča Orašje Posušje Radnik Bijeljina Sarajevo Široki Brijeg Slavija Sloboda Tuzla Travnik Željezničar Žepče Zrinjski Mostar | Budućnost Banovići Čelik Zenica Jedinstvo Bihać Leotar Modriča Orašje Posušje Radnik Bijeljina Sarajevo Široki Brijeg Slavija Sloboda Tuzla Travnik Željezničar Žepče Zrinjski Mostar |
|                       | 1. liga FBiH | 1. liga Republike Srpske |
| 2º livello            | Kreševo Rudar Kakanj SAŠK Napredak Velež Mostar | Borac Banja Luka Jedinstvo Brčko Kozara Ljubić Prnjavor Rudar Ugljevik Sloga Doboj |
|                       | Federazione BiH | Repubblica Srpska |
| divisione sconosciuta | Bosna Kalesija Igman Konjic Odžak 102 Tomislav Tuzla UNIS Vogošća | nessuna |

## Sedicesimi di finale
| Squadra 1          | Risultato       | Squadra 2       |
| ------------------ | --------------- | --------------- |
| 21.09.2005         |                 |                 |
| Sarajevo           | 2 - 0           | Leotar          |
| Slavija            | 4 - 4 (4-3 dtr) | Jedinstvo Bihać |
| Čelik              | 0 - 1           | SAŠK Napredak   |
| Orašje             | 3 - 1           | Velež           |
| Zrinjski           | 5 - 0           | Kozara Gradiška |
| Borac Banja Luka   | 4 - 0           | Travnik         |
| Sloga Doboj        | 0 - 2           | Modriča         |
| Budućnost Banovići | 2 - 0           | Bosna Kalesija  |
| Radnik Bijeljina   | 2 - 3           | Igman Konjic    |
| Žepče              | 7 - 0           | Tuzla           |
| Rudar Ugljevik     | 1 - 0           | Ljubić Prnjavor |
| Rudar Kakanj       | 3 - 1           | Vogošća         |
| Kreševo            | 3 - 0           | Tomislav        |
| 04.10.2005         |                 |                 |
| Sloboda Tuzla      | 0 - 1           | Željezničar     |
| Odžak 102          | 0 - 3           | Široki Brijeg   |
| 11.10.2005         |                 |                 |
| Posušje            | 3 - 0           | Jedinstvo Brčko |

## Ottavi di finale
| Squadra 1     | Totale      | Squadra 2          | Andata     | Ritorno    |
| ------------- | ----------- | ------------------ | ---------- | ---------- |
|               |             |                    | 19.10.2005 | 26.10.2005 |
| Zrinjski      | 3 - 3 (gfc) | Modriča            | 3 - 1      | 0 - 2      |
| Orašje        | 2 - 1       | Budućnost Banovići | 2 - 1      | 0 - 0      |
| Posušje       | 0 - 1       | Žepče              | 0 - 0      | 0 - 1      |
| Sarajevo      | 7 - 1       | Borac              | 4 - 0      | 3 - 1      |
| Željezničar   | 2 - 1       | Rudar Ugljevik     | 2 - 0      | 0 - 1      |
| Široki Brijeg | 2 - 1       | Rudar Kakanj       | 2 - 0      | 0 - 1      |
| SAŠK Napredak | 0 - 5       | Slavija            | 0 - 1      | 0 - 4      |
| Kreševo       | 3 - 1       | Igman Konjic       | 3 - 0      | 0 - 1      |

## Quarti di finale
| Squadra 1     | Totale | Squadra 2   | Andata     | Ritorno    |
| ------------- | ------ | ----------- | ---------- | ---------- |
|               |        |             | 09.11.2005 | 16.11.2005 |
| Sarajevo      | 1 - 4  | Željezničar | 1 - 1      | 0 - 3      |
| Modriča       | 1 - 6  | Orašje      | 0 - 5      | 1 - 1      |
| Široki Brijeg | 5 - 1  | Slavija     | 4 - 0      | 1 - 1      |
| Žepče         | 3 - 2  | Kreševo     | 1 - 0      | 2 - 2      |

## Semifinali
| Squadra 1   | Totale | Squadra 2     | Andata     | Ritorno    |
| ----------- | ------ | ------------- | ---------- | ---------- |
|             |        |               | 29.03.2006 | 12.04.2006 |
| Željezničar | 1 - 2  | Široki Brijeg | 1 - 0      | 0 - 2      |
| Orašje      | 3 - 2  | Žepče         | 2 - 1      | 1 - 1      |

## Finale
| Arbitro: | Novo Panić (Doboj) |

| |            | |
| Vasilj Pandža Anić Bajkuša Landeka Wagner (72' Kovačić) Bošnjak (45' Juričić) Galić Celson Šilić (56' Šakić) Lukačević | Formazioni | · L. Kobaš · Mišković · Klaić · Živković · L. Brašnić · Damjanović (59' S. Kobaš) · Pejić · Ćošković · Husić · Tosunović (87' Breškić) · V. Brašnić (82' Ristanić) |
| Ivica Barbarić | Allenatori | Davor Mladina |

| Arbitro: | Mevludin Efendić (Sarajevo) |

|                             |           |  |
| Pejić 54’, 90’ S. Kobaš 79’ | Marcatori |  |